# سالف بن عثمان الثقفي
سالف بن عثمان بن عامر الثقفي هو صحابي من قبيلة ثقيف ولاه الرسول صلى الله عليه وسلم صدقة ثقيف.

## سيرته
الصحابي سالف بن عثمان الثقفي أخرجه أبو موسى، وذكره ابن الكلبيّ في الأنساب الكبرى، وقال: ولّي الطّائف، ومدحه النّجاشي الشّاعر. 

## ولايته
روى المدائني بإسناده قال: لما قدم وفد ثقيف على النبي صلى الله عليه و سلم فسألوه أن يتركهم على دينهم فقال: «يأبى الله عز وجل ذلك». ثم ذكر إسلامهم فلما أسلم وفد ثقيف استعمل عليهم رسول الله من الأحلاف سالف بن عمرو بن معتب على صدقة ثقيف. وذكره الكلبي وقال: ولي الطائف وهو الذي مدحه النجاشي.